# Hermann Brückner
Hermann Brückner (* 28. August 1834 in Gotha; † 27. Februar 1920) war ein deutscher Reichsgerichtsrat.

## Leben
Brückner war Sohn des gothaischen Landrats Moritz Brückner (1807–1887).
Während seines Studiums wurde er 1853 Mitglied der Burschenschaft Teutonia Jena. 1857 wurde er auf den Landesherrn von Sachsen-Coburg und Gotha vereidigt. Seit 1876  war er Assessor (etatmäßiger Richter) und wurde 1878 zum Appellationsgerichtsrat und 1879 zum Oberlandesgerichtsrat ernannt. 1892 kam er an das Reichsgericht und war dort im  III. Zivilsenat tätig. 
Er trat 1907 in den Ruhestand.

## Schriften (Auswahl)
Brückner war Mitkommentator im Reichsgerichtsrätekommentar Das bürgerliche Gesetzbuch mit besonderer Berücksichtigung der Rechtsprechung des Reichsgerichts
- RGRK 1910: §§ 459–493, 535–606, 611–661, 688–704, 793–808 BGB

- „Ist bei Zugrundelegung des BGB. der Arbeitgeber dem Arbeiter für die rechtzeitige Verwendung (Einklebung) der für die Erlangung der Invaliden- und Altersrenten erforderlichen Marken privatrechtlich haftpflichtig?“, Beiträge zur Erläuterung des deutschen Rechts, Jahrgang 50, 1906, S. 783.
- „Inwieweit ist nach der Deutschen Civilprozessordnung in der Berufungsinstanz 1. bei mangelhaftem Thatbestand des angefochtenen Urtheils, insbesondere bei allzu summarischer Bezugnahme auf die vorbereitenden Schriftsätze, 2. bei Unvollständigkeit der erstinstanzlichen Verhandlung eine Zurückverweisung der Sache in die erste Instanz geboten und zulässig?“ Zeitschrift für deutschen Zivilprozeß, Band 5, 1882, S. 409.